# Kvalspelet till Elitserien i innebandy 2008/2009

Kvalspelet till Elitserien i innebandy 2008/2009 spelades mellan den 14 och 30 mars 2008 och bestod av två omgångar, kallade "Playoff 1" och "Playoff 2". Playoff 1 bestod av fyra lag från division 1, som delades upp i två dubbelmöten. Segrarna från respektive dubbelmöte gick vidare till Playoff 2, där laget från Elitserien 2007/2008 gick in. Lagen spelade en serie där de två främsta gick till Elitserien 2008/2009.
Vinnaren i ordinarie tid fick 3 poäng, vid oavgjort efter full speltid fick vardera lag ett poäng och matchen fortsatte till sudden death. Vinnaren i sudden death fick ytterligare en poäng - korades ingen vinnare fick inget lag extrapoäng (det vill säga att båda lagen fick nöja sig med ett poäng vardera). Förloraren i ordinarie tid fick noll poäng.

## Playoff 1
- RIG Umeå IBF – Huddinge IK 9–14 (6–8, 3–6)
- Västerås IBF – IK SödraDal 6–5 (4–4, 2–1)

## Playoff 2
|    | Grupp 1                 | SM | V | O | F | ÖTV | GM | IM | MS | P |
| -- | ----------------------- | -- | - | - | - | --- | -- | -- | -- | - |
| 1. | Huddinge IK             | 2  | 2 | 0 | 0 | 0   | 12 | 7  | +5 | 6 |
| 2. | Västerås IBF            | 3  | 2 | 0 | 1 | 0   | 15 | 11 | +4 | 6 |
|    |                         |    |   |   |   |     |    |    |    |   |
| 3. | Skellefteå Innebandy IF | 3  | 0 | 0 | 3 | 0   | 7  | 16 | –9 | 0 |

Alla lag skulle egentligen möta varandra två gånger, vilket skulle ge totalt fyra matcher per lag, men Skellefteå Innebandy IF var redan eliminerade när två matcher återstod av serien, så dessa matcher spelades aldrig.
- 20 mars 2008: Huddinge IK – Skellefteå Innebandy IF 6–2
- 22 mars 2008: Västerås IBF - Huddinge IK 5–6
- 24 mars 2008: Skellefteå Innebandy IF – Västerås IBF 3–6
- 30 mars 2008: Västerås IBF – Skellefteå Innebandy IF 4–2